# Les Desperados
Pour plus de détails, voir Fiche technique et Distribution.
Les Desperados (titre original : The Desperadoes) est un western américain réalisé par Charles Vidor et sorti en 1943.
C'est le premier film réalisé en Technicolor par Columbia Pictures.

## Synopsis
En 1863, dans l'Utah, un ancien hors-la-loi arrive dans une ville pour rendre visite au shérif, mais pendant son séjour la banque est dévalisée, et il est immédiatement suspecté. Seul son ami croit en son innocence.

## Fiche technique
- Titre : Les Desperados
- Titre original : The Desperadoes
- Titre alternatif : The Pionnieers[2]
- Réalisation : Charles Vidor, assisté de Budd Boetticher
- Scénario : Robert Carson (en) d'après une histoire de Max Brand
- Producteur : Harry Joe Brown
- Société de production : Columbia Pictures
- Lieu de tournage : Corriganville, Ray Corrigan Ranch, Simi Valley, Californie
- Image : George Meehan
- Décorateur : Frank Tuttle
- Costumes : Travilla
- Musique : John Leipold
- Montage : Gene Havlick
- Pays de production :  États-Unis
- Format : Technicolor
- Genre : Western
- Langue : anglais
- Durée : 87 minutes
- Dates de sortie :
  - États-Unis : 25 mai 1943
  - France : 15 janvier 1947

## Distribution
Légende : 1er doublage (cinéma) ; 2e doublage (DVD)

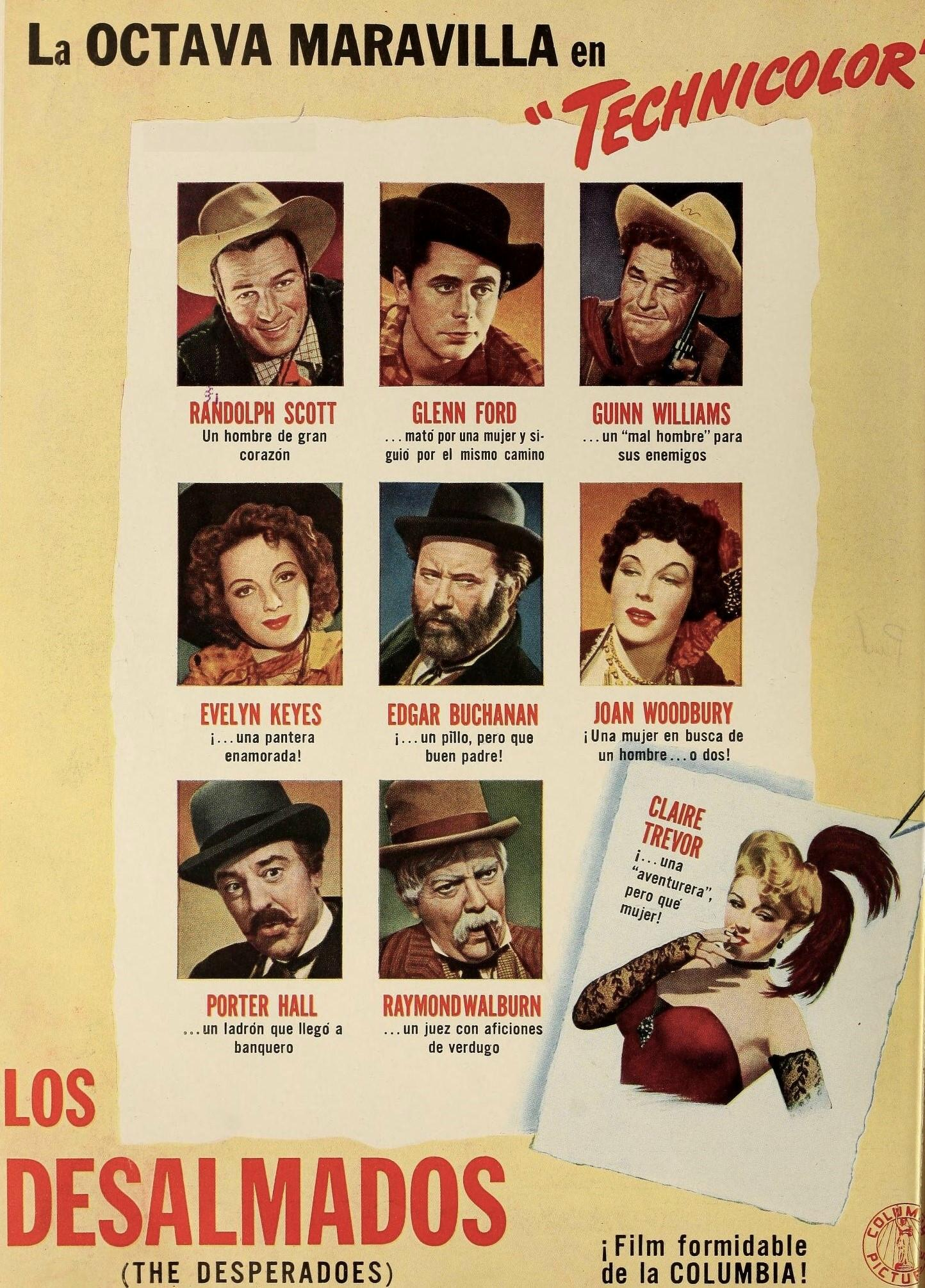
Affiche du film en espagnol, publiée en 1943 dans le magazine Cine-Mundial.

- Randolph Scott (VF : Roger Tréville) : Shérif Steve Upton
- Claire Trevor : Comtesse Maletta
- Glenn Ford (VF : Raoul Curet ; Guillaume Orsat) : Cheyenne Rogers
- Evelyn Keyes (VF : Barbara Tissier) : Allison McLeod
- Edgar Buchanan : Oncle Willie McLeod
- Guinn 'Big Boy' Williams : Nitro Rankin
- Raymond Walburn : le juge Cameron
- Porter Hall : Stanley Clanton, le banquier
- Bernard Nedell : Jack Lester

Acteurs non crédités
- Irving Bacon : Dan Walters, le barman
- Edward Pawley : Blackie
- Slim Whitaker : Tolliver
- Joan Woodbury : Sundown[3]